# Bombylius phaeopterus
Bombylius phaeopterus är en tvåvingeart som beskrevs av Mario Bezzi 1924. Bombylius phaeopterus ingår i släktet Bombylius och familjen svävflugor. Inga underarter finns listade i Catalogue of Life.